# Sparvar kan inte sjunga
Sparvar kan inte sjunga (engelska: Sparrows Can't Sing)
är en brittisk dramakomedi från 1962 i regi av Joan Littlewood.
Filmen bygger på Stephen Lewis pjäs Sparrers Can't Sing.

## Handling
När Charlie kommer hem efter två år till sjöss är huset rivet och hans fru Maggie lever med en annan man och deras baby.

## Rollista i urval
- James Booth - Charlie
- Barbara Windsor - Maggie
- Roy Kinnear - Fred
- Avis Bunnage - Bridgie
- Brian Murphy - Jack
- George Sewell - Bert
- Barbara Ferris - Nellie
- Murray Melvin - Georgie